# Deutsche Gesellschaft für Wehrrecht und Humanitäres Völkerrecht
Die Deutsche Gesellschaft für Wehrrecht und Humanitäres Völkerrecht (DGWHV) ist ein eingetragener Verein mit Sitz in München. Sein Ziel ist gemäß Homepage, ein Forum der Zusammenarbeit zu bieten für Beamte und Soldaten, Professoren, Assistenten und Studenten, Rechtsanwälte, Journalisten usw., die in unterschiedlicher Form mit Rechtsfragen der Sicherheitspolitik und des militärischen Dienstes zu tun haben. Zweck laut Satzung ist die Förderung von Wissenschaft, Forschung und Fortbildung im Bereich des Wehrrechts, des humanitären Völkerrechts sowie des Rechts der Rüstungskontrolle.
Dazu veranstaltet der Verein regelmäßige Tagungen und Vorträge, die der Information und dem Austausch über aktuelle Rechtsentwicklungen dienen. Beiträge und Ergebnisse dieser Treffen werden zum Beispiel in der Neuen Zeitschrift für Wehrrecht, Europäische Wehrkunde, Revue de droit militaire et de droit de la guerre, der Zeitschrift für ausländisches öffentliches Recht oder als Buch veröffentlicht. Der Vorstand des Vereins gibt zudem einen Rundbrief heraus.
Der Verein ist die deutsche Gruppe der Internationalen Gesellschaft für Wehrrecht und Kriegsvölkerrecht. Er ist als gemeinnützig anerkannt, im Vereinsregister des Amtsgerichtes München eingetragen und trägt sich durch Mitgliedsbeiträge und Spenden.

## Vorstand
Den Vorstand bilden der Professor Dr. Philipp-Sebastian Metzger als Vorsitzender sowie die beiden Professoren Paulina Starski und Sebastian Graf von Kielmansegg.
Dem erweiterten Vorstand gehören Dieter Fleck, Ulf Häußler, Stefan Oeter, Alexander Poretschkin und Michael Scholze an. Der erweiterte Vorstand vertritt den Verein im Board of Directors der Internationalen Gesellschaft für Wehrrecht und Kriegsvölkerrecht.

## Helmut-James-von-Moltke-Preis
Der Verein stiftet den Helmut-James-von-Moltke-Preis als Preis für hervorragende rechtliche Abhandlungen auf den Gebieten der Sicherheitspolitik. Er ist Helmuth James Graf von Moltke gewidmet.